# Alvand
Alvand, Kuh-e Alvand, Alvand Kuh o Alwand es una cadena montañosa dentro de las montañas Zagros en el oeste de Irán, ubicada a 10 km al sur de la ciudad de Hamadán en la provincia de Hamadán. 
Tiene una elevación de 3580 m sobre el nivel del mar y está compuesta principalmente de granito, rocas graníticas y diorita.

## Etimología
El nombre Alvand deriva de la antigua palabra arvant, con raíz indoiraní, que significa 'puntiagudo'. Puede derivar también del avéstico aurvañt, que significa 'rápido, veloz, valiente; o corcel, caballo, corredor, guerrero'.
Una antigua inscripción en tres idiomas (neoelamita, neobabilónico y persa antiguo) del rey Darío el Grande y el rey Jerjes I, llamada Ganj Nameh, se encuentra allí, a 10 km al sur de Hamadán.

## Galería

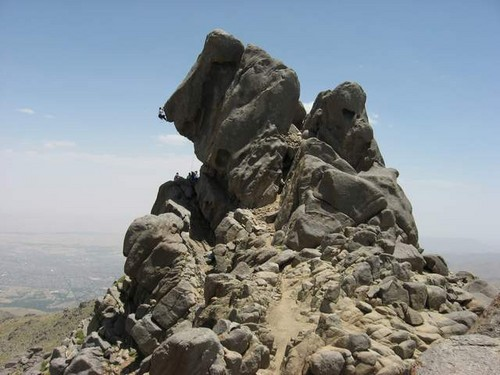
Cumbre de Alvand, verano de 2006.
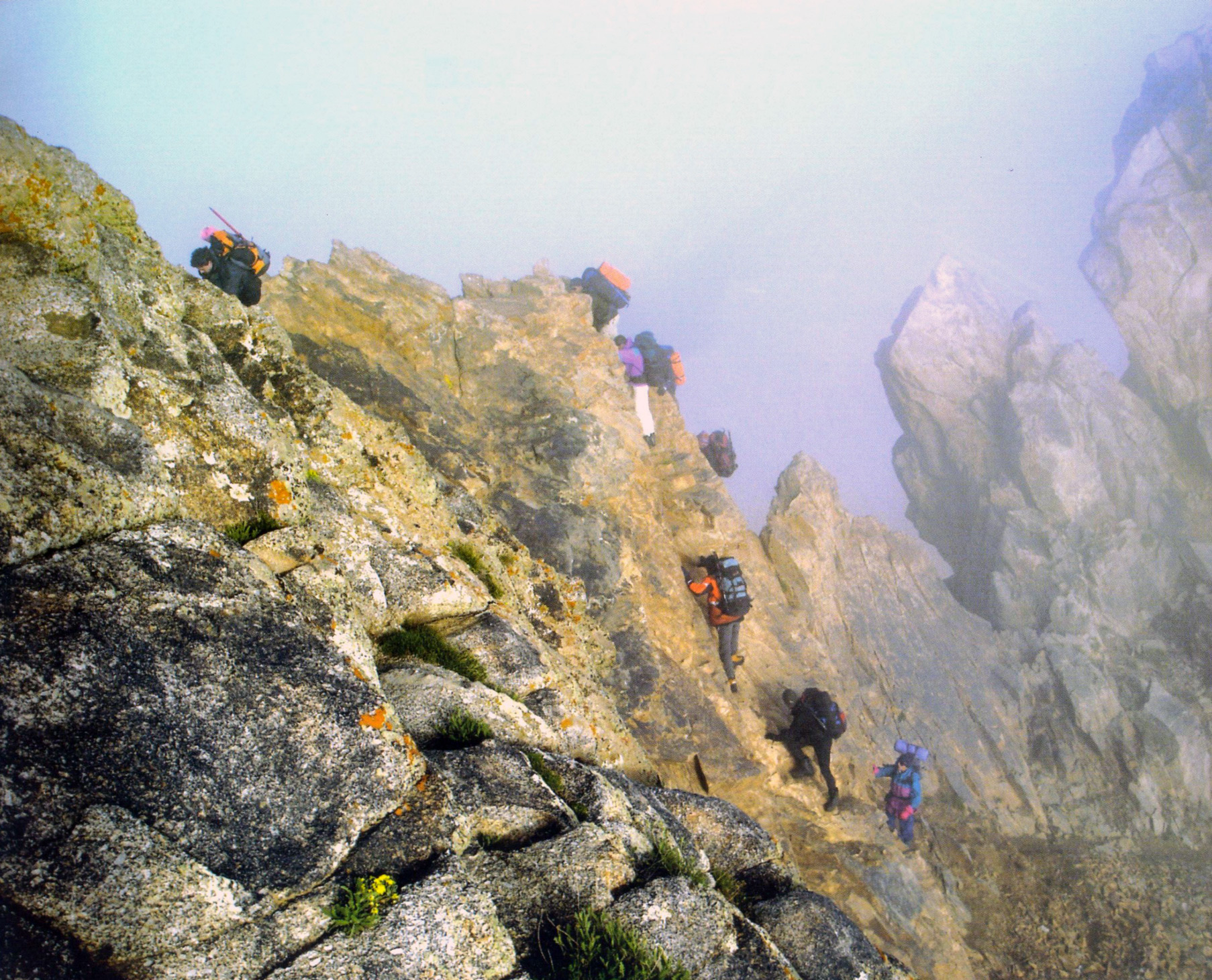
Camino de Kalagh (Nido del cuervo).
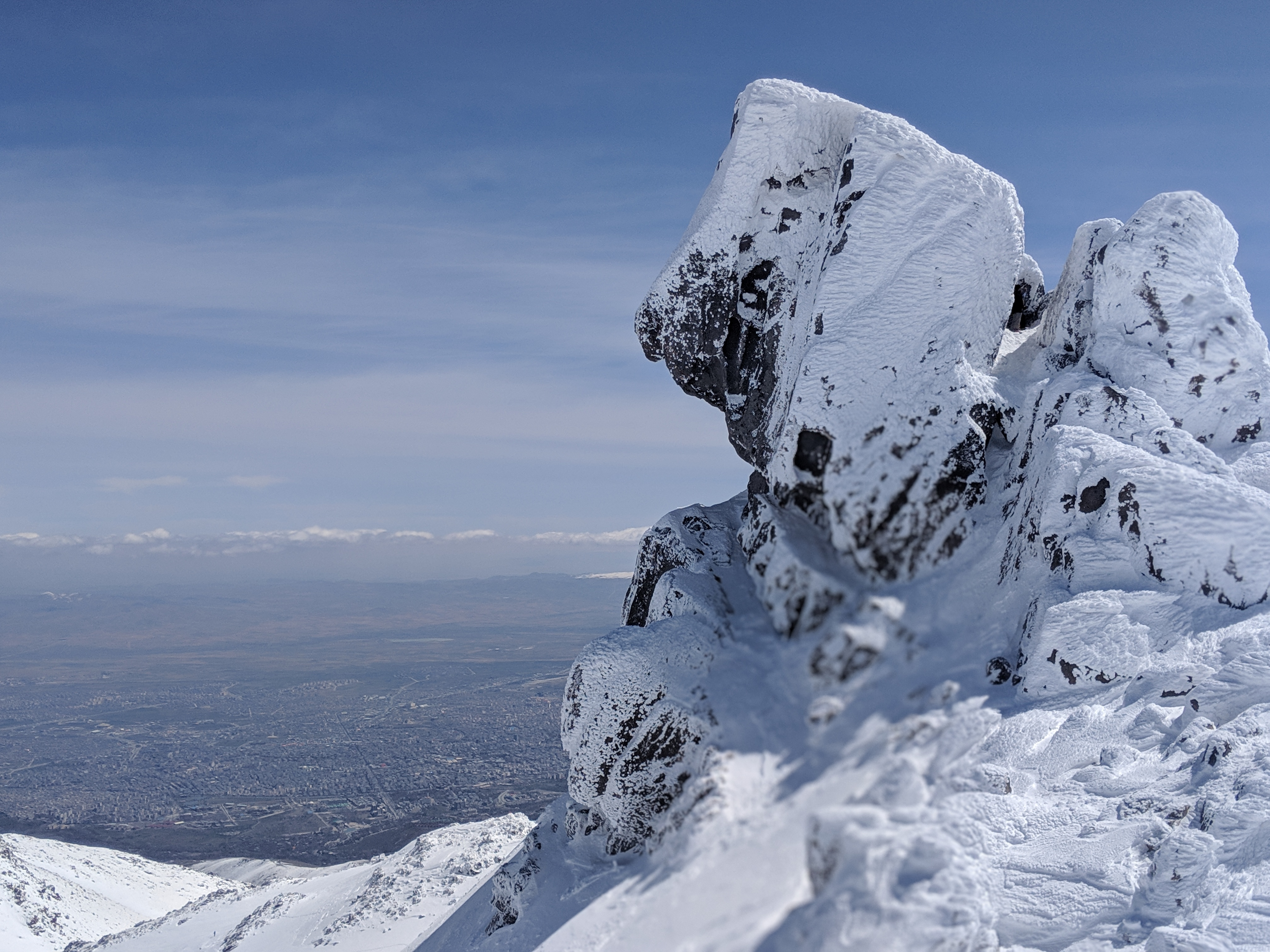
La cumbre en invierno.
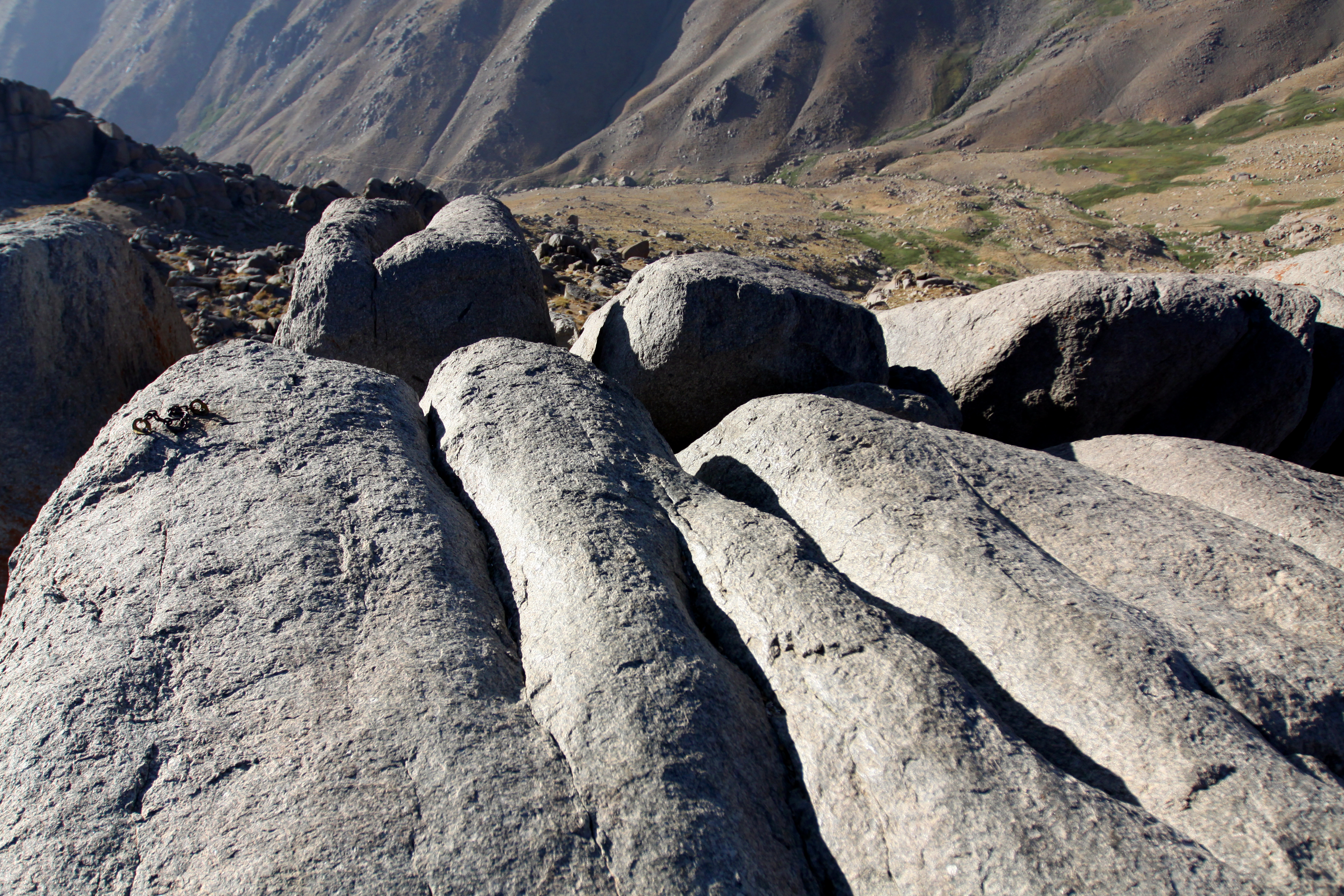
Cumbre de Alvand.
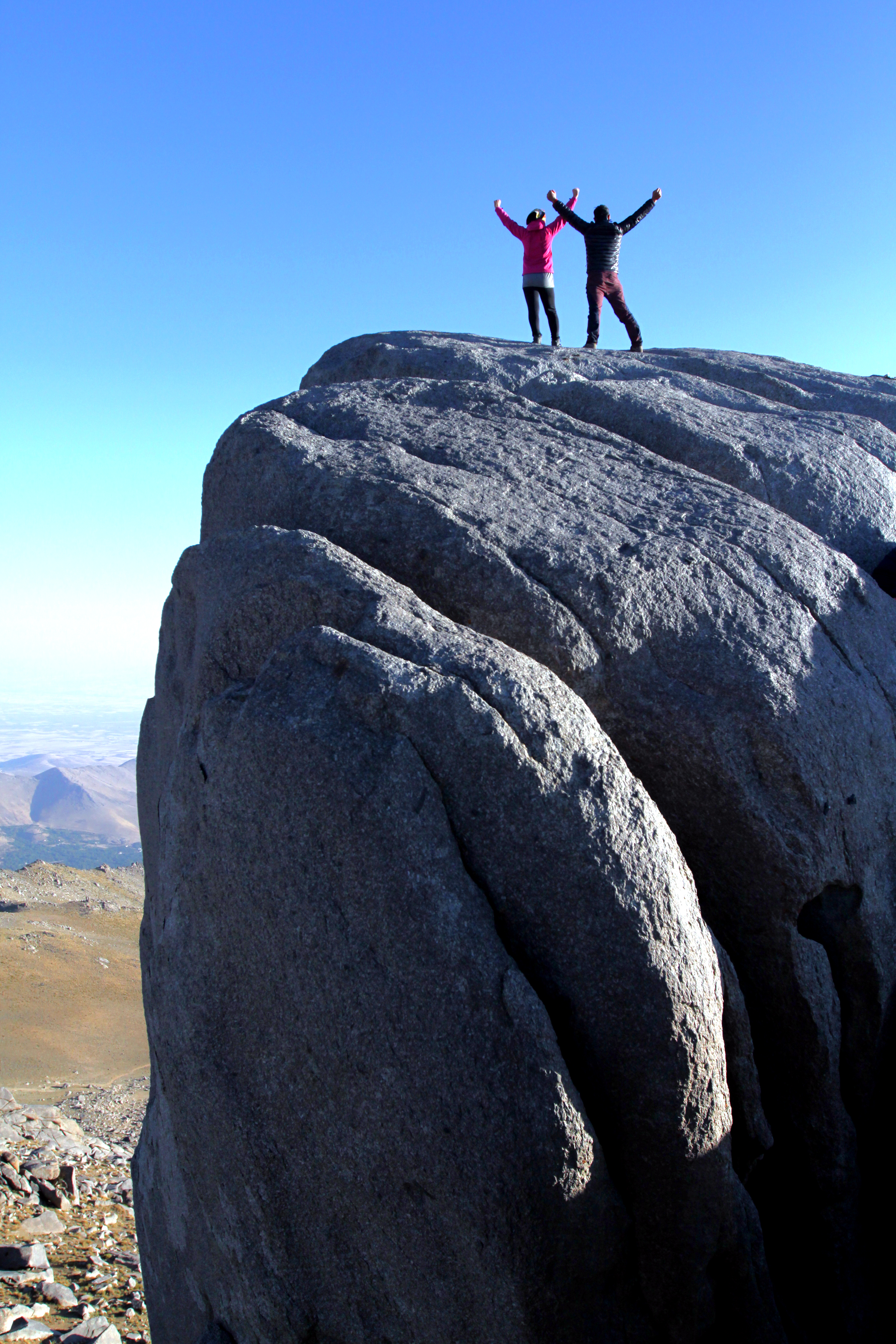
Cumbre de Alvand.